# Curcuma plicata
Curcuma plicata là một loài thực vật có hoa trong họ Gừng. Loài này được Nathaniel Wallich đưa vào danh sách của ông năm 1832 nhưng không có mô tả khoa học kèm theo. Năm 1890, John Gilbert Baker cung cấp mô tả khoa học đầu tiên cho nó. Mẫu vật do Wallich và J. Anderson thu thập tại Burma (Myanmar) và Pegu.

## Phân bố
Loài này có tại Myanmar và Thái Lan.

## Mô tả
Cây cao khoảng 40 cm. Thân rễ nhỏ, hình cầu; củ nhỏ có cuống. Búi lá dài 9-18 inch (23-46 cm), cuống lá dài như phiến lá hoặc ngắn hơn, thanh mảnh, 6-8 × 1,5-3 inch (15-20 × 4-8 cm), thon dần cả hai đầu, lá thuôn dài-hình mũi mác, màu lục tươi, với vết mờ màu nâu ở lưng dọc theo phần giữa. Lá bắc hoa màu xanh lục nhạt, rất tù, dài 1 inch (2,5 cm); lá bắc mào ít, với ánh đỏ, hơi dài và thuôn dài hơn. Cuống cụm hoa dài 2-4 inch (5-10 cm), thanh mảnh. Cụm hoa bông thóc, 3-4 × 1,5 inch (7,5-10 × 4 cm). Hoa nhỏ màu vàng nhạt, dài hơn lá bắc một chút. Tràng hoa màu ánh trắng, đường kính 0,5 inch (1,3 cm); thùy trên hình trứng; môi 3 thùy khó thấy, thùy giữa có khía răng cưa.